# István Nagy (politik, 1967)
István Nagy (* 6. říjen 1967 Újfehértó) je maďarský agronom, esperantista, univerzitní pedagog, pravicový politik, od roku 2010 poslanec Zemského sněmu za stranu Fidesz – Maďarská občanská unie. Od května 2018 zastává post ministra zemědělství a rozvoje venkova ve čtvrté a páté vládě Viktora Orbána.

## Biografie
Narodil se v roce 1967 v Újfehértó v župě Szabolcs-Szatmár-Bereg v tehdejší Maďarské lidové republice. Roku 1986 odmaturoval na Balásházy János Mezőgazdasági Szakközépiskola ve městě Debrecen. Studoval zemědělské inženýrství na Pannon Agrártudományi Egyetem v Mosonmagyaróváru a poté na Budapesti Műszaki Egyetem. Od roku 2000 vyučoval na Veterinárním institutu na Fakultě potravinářství a zemědělství na Západomaďarské univerzitě v Soproni (dnes Széchenyi István Egyetem Mezőgazdaság- és Élelmiszertudományi Kar), kde v roce 2007 získal akademický titul PhD. V letech 2014 až 2018 pracoval jako státní sekretář na ministerstvu zemědělství. Je aktivním myslivcem a včelařem.

## Politická kariéra
- Komunální volby v Maďarsku 2006: poprvé zvolen starostou města Mosonmagyaróvár.
- Parlamentní volby v Maďarsku 2010: kandidoval za Fidesz ve starém jednomandátovém volebním obvodu Győr-Moson-Sopron 04. OEVK se sídlem v Mosonmagyaróvár, kde byl poprvé zvolen poslancem Zemského sněmu v 6. volebním období.[1]
- Komunální volby v Maďarsku 2010: podruhé zvolen starostou města Mosonmagyaróvár.
- Parlamentní volby v Maďarsku 2014: kandidoval za Fidesz v novém jednomandátovém volebním obvodu Győr-Moson-Sopron 05. OEVK se sídlem v Mosonmagyaróvár, kde byl podruhé zvolen poslancem Zemského sněmu v 7. volebním období.
- Parlamentní volby v Maďarsku 2018: kandidoval za Fidesz v jednomandátovém volebním obvodu Győr-Moson-Sopron 05. OEVK se sídlem v Mosonmagyaróvár, kde byl potřetí zvolen poslancem Zemského sněmu v 8. volebním období. Člen čtvrté vlády Viktora Orbána.

## Soukromý život
Hovoří plynně esperanto, maďarsky a německy, ovládá také základy ruštiny.
Je ženatý, s manželkou Dr. Istvánné Nagy mají dvě děti, dceru Veroniku a syna Istvána.

## Ocenění a vyznamenání
- I. osztályú Honvédelemért kitüntető cím
- Kopácsi Sándor Polgárőr Érdemrend
- Kortárs Művészeti Panoráma Nivó díj
- Kitaibel Pál bronzplakett[1]